# Lavoisiera bicolor
Lavoisiera bicolor är en tvåhjärtbladig växtart som beskrevs av Charles Victor Naudin. Lavoisiera bicolor ingår i släktet Lavoisiera och familjen Melastomataceae. Inga underarter finns listade i Catalogue of Life.